# Catacumbas de Malta

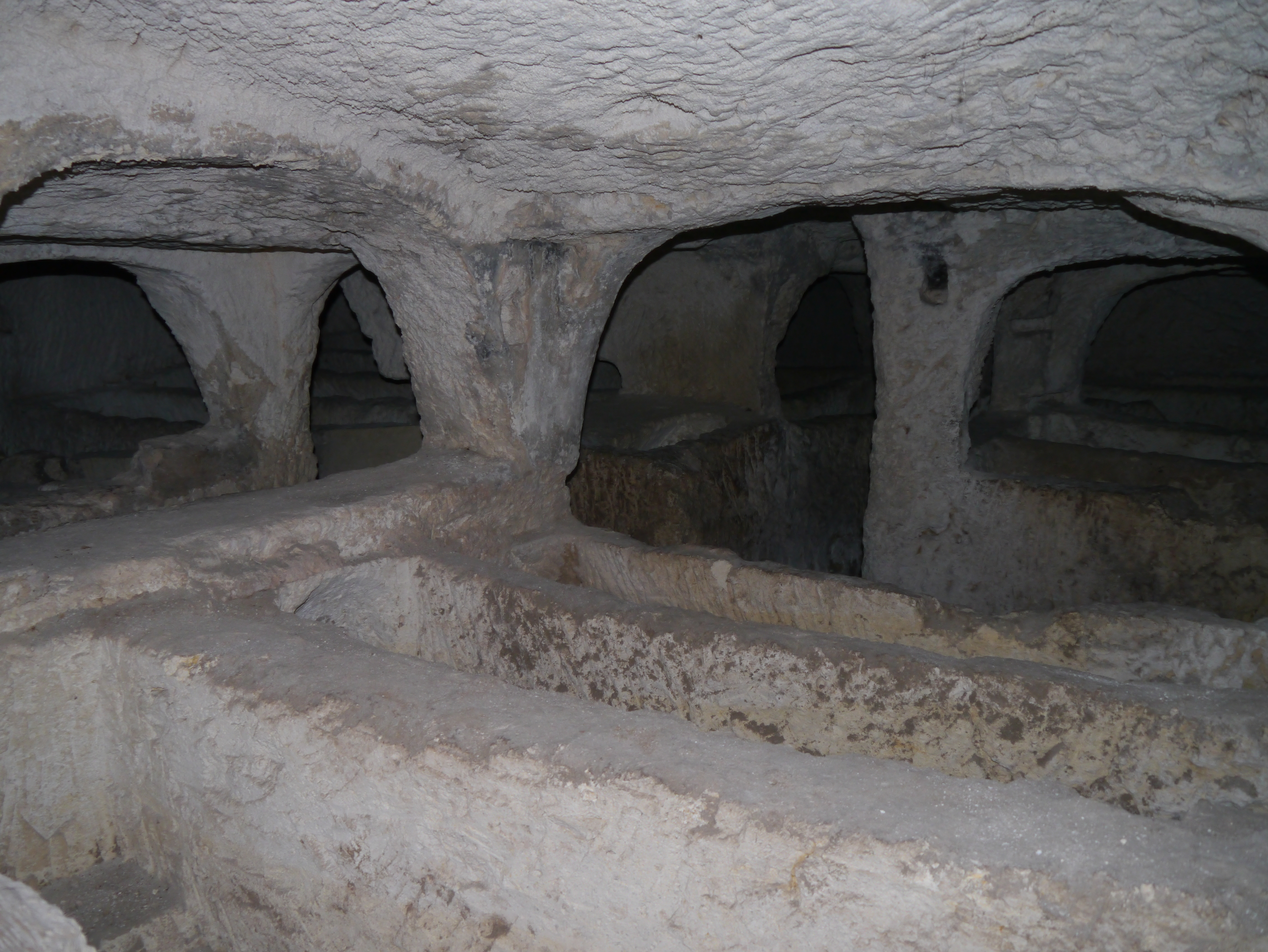
Las catacumbas de San Pablo

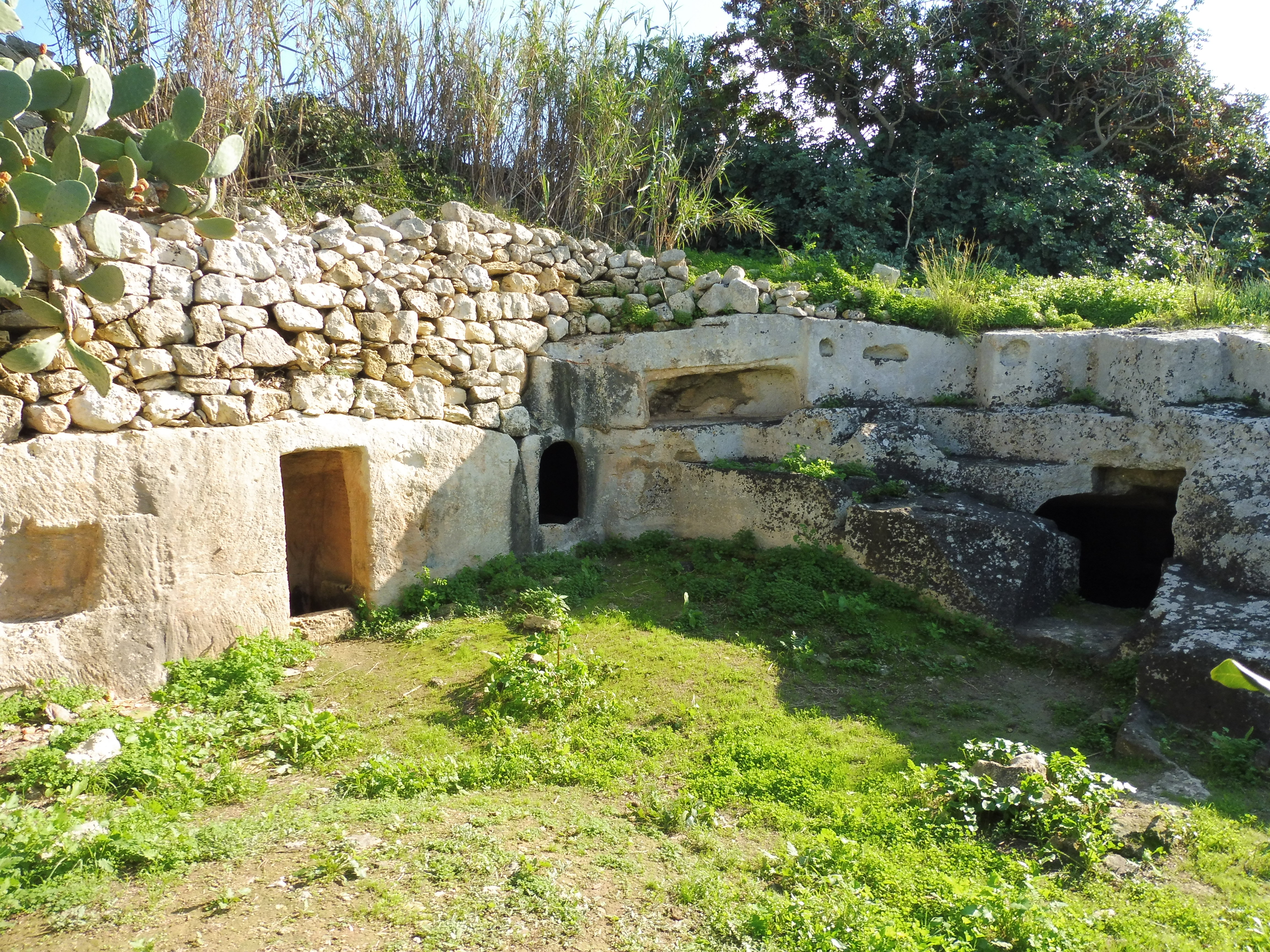
Entradas a las catacumbas de Salina

Hay cientos de catacumbas en Malta, que se encuentran principalmente en el barrio de Citta Vecchia, la antigua capital de la isla. Las catacumbas son muy pequeñas, pero están en buen estado de conservación.
Muchas de las catacumbas fueron incluidas en la Lista de Antigüedades de 1925.

## Catacumbas de Malta
Las catacumbas incluyen:
- Catacumbas de Tal-Mintna - Mqabba, Malta[5]
- Catacumbas de San Pablo - Rabat, Malta[5]
- Catacumbas de Santa Águeda -  Rabat, Malta
- Catacumbas de Salina -    Naxxar, Malta
- Catacumbas de San Agustín -  Rabat, Malta[6]
- Catacumbas de Ta' Bistra - cerca de Mosta, Malta[7]
- Catacumbas de San Catald  (St Catald Catacumbas)

Hay muchas otras catacumbas en Malta.

## Otras lecturas
- Buhagiar, Mario (1986). Late Roman and Byzantine Catacombs and Related Burial Places in the Maltese Islands. Oxford: British Archaeological Reports. 1986. Oxford: Informes Arqueológicos británicos.

- Datos: Q1358795
- Multimedia: St. Agatha catacombs, Rabat (Malta) / Q1358795